# Club Atlético Mitre
Club Atlético Mitre is een Argentijnse voetbalclub uit Santiago del Estero. De club werd opgericht in 1907.